# Ellebico
Ellebico (in latino Ellebichus; Cappadocia, ... – ...; fl. 383–390) è stato un generale romano.

## Biografia
Fu nominato magister militum per Orientem nel 383, in sostituzione di Ricomere. In tale capacità, corrispondette con l'oratore antiocheno Libanio e con Gregorio Nazianzeno, che gli scrisse per chiedergli una raccomandazione.
Ad Antiochia eresse delle terme.
Insieme a Flavio Cesario, nel 387 fu incaricato di investigare gli scontri avvenuti ad Antiochia: espresse comprensione per gli antiocheni, specialmente per i decurioni, e fu per questo lodato da Libanio, che gli dedicò anche un panegirico.
Nel 388 fu richiamato a Costantinopoli, dove continuò le sue corrispondenze fino al 390.
Ebbe una figlia.